# Campeonato Europeo de Triatlón de 2001
El XVII Campeonato Europeo de Triatlón se celebró en Karlovy Vary (República Checa) el 23 de junio de 2001 bajo la organización de la Unión Europea de Triatlón (ETU) y la Federación Checa de Triatlón.

## Resultados
| Evento    | Oro                                      | Plata                             | Bronce                                       |
| --------- | ---------------------------------------- | --------------------------------- | -------------------------------------------- |
| Masculino | Filip Ospalý · República Checa · 2:03:55 | Iván Raña · España · 2:04:02      | Eric van der Linden · Países Bajos · 2:04:20 |
| Femenino  | Michelle Dillon Reino Unido 2:20:02      | Kathleen Smet · Bélgica · 2:20:07 | Analeah Emmerson Reino Unido 2:20:16         |

## Medallero
| Núm. | País            | Oro | Plata | Bronce | Total |
| ---- | --------------- | --- | ----- | ------ | ----- |
| 1    | Reino Unido     | 1   | 0     | 1      | 2     |
| 2    | República Checa | 1   | 0     | 0      | 1     |
| 3    | Bélgica         | 0   | 1     | 0      | 1     |
| 3    | España          | 0   | 1     | 0      | 1     |
| 5    | Países Bajos    | 0   | 0     | 1      | 1     |
|      | TOTAL           | 2   | 2     | 2      | 6     |